# Alishan National Scenic Area

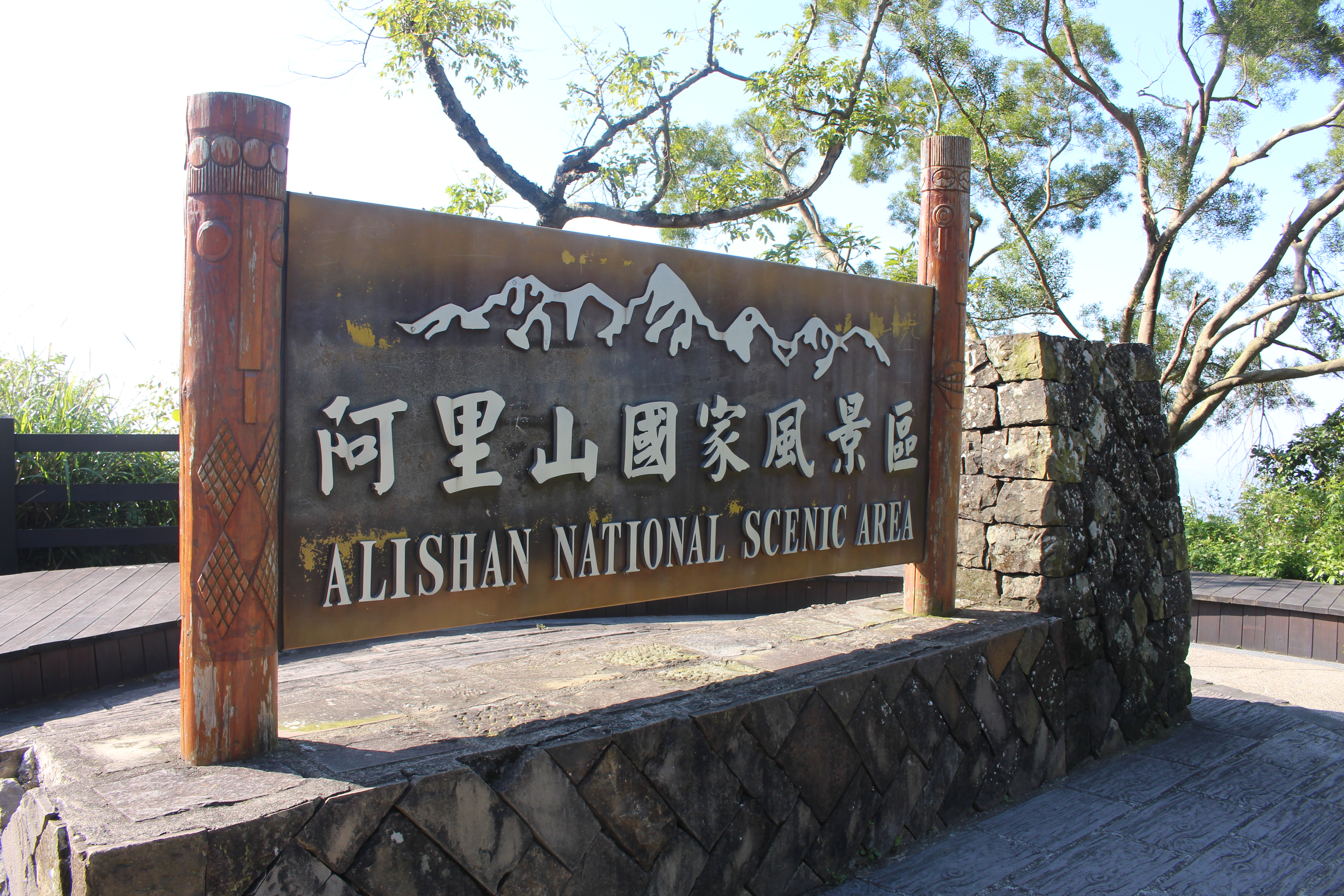
Ortsschild des Alishan National Scenic Area.

Das Alishan National Scenic Area oder Alishan Goujia Fengjing Qu (chinesisch 阿里山國家風景區, Pinyin Ālǐshān Guójiā Fēngjǐng Qū) ist ein Naherholungsgebiet und ein Naturreservat im Gebiet von Alishan, Landkreis Chiayi, Taiwan.

## Geographie

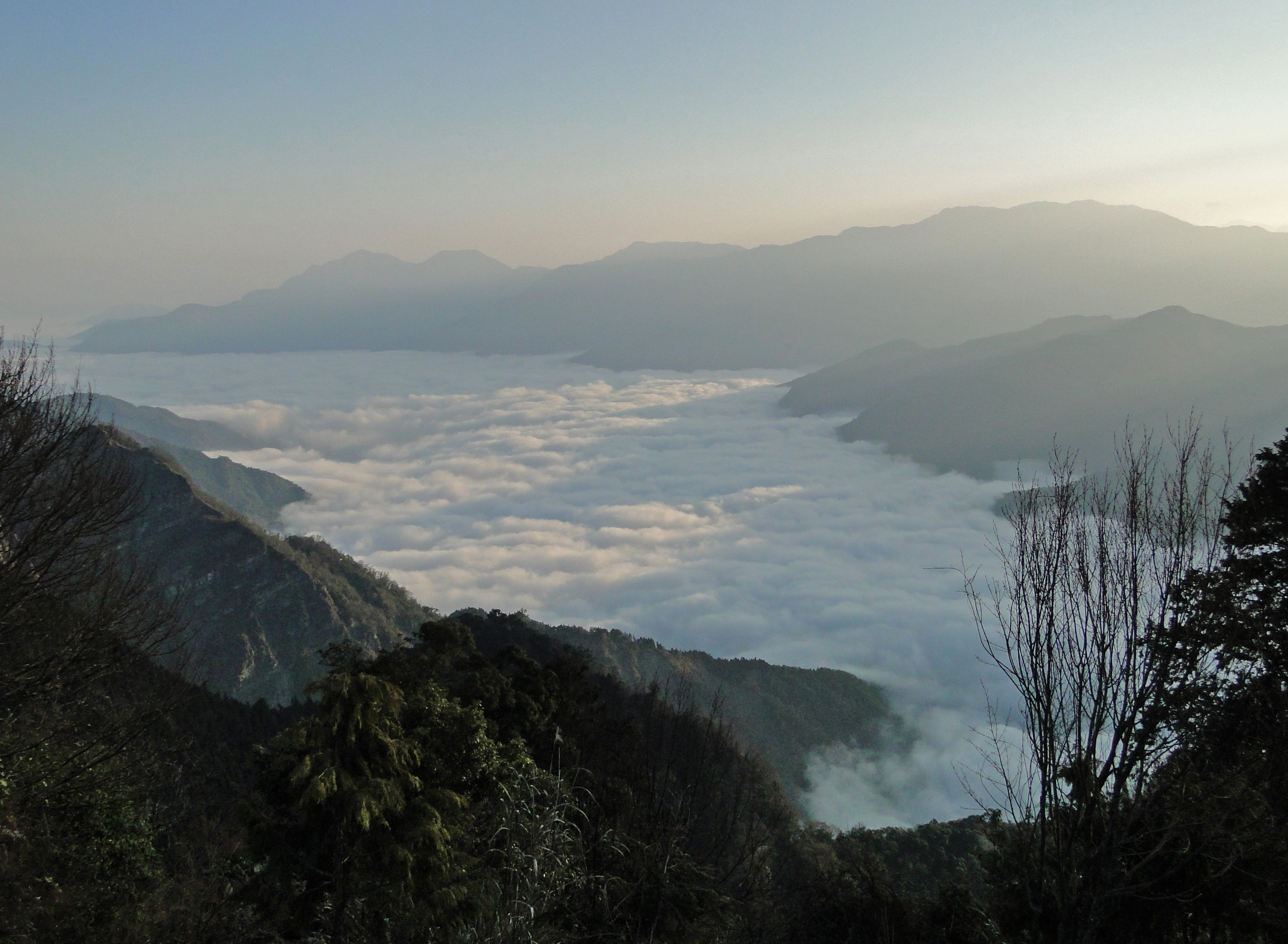
Wolkenmeer gesehen vom Alishan.

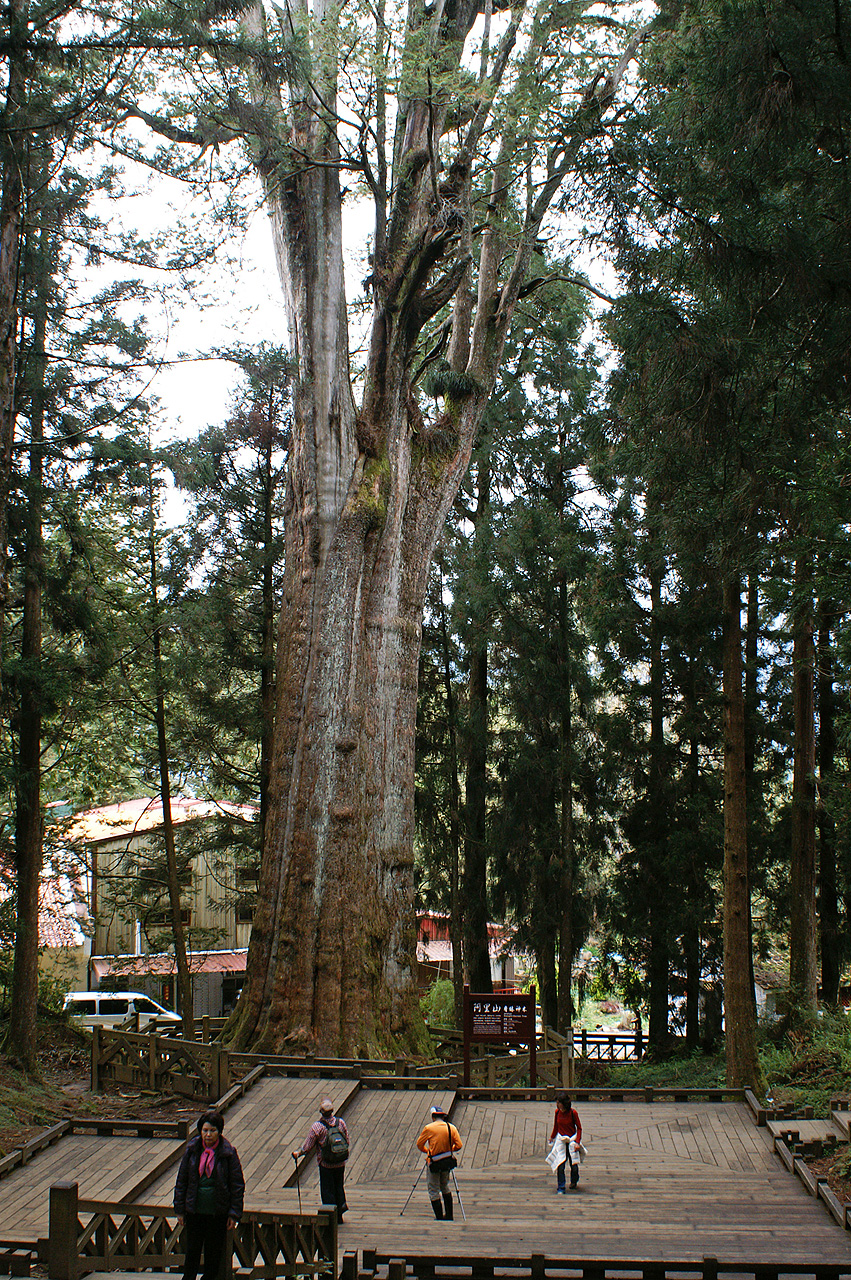
Die Rote Taiwanzypresse (Chamaecyparis formosensis).

Das Schutzgebiet umfasst 415 km² (41.500 ha) mit Urwäldern, vier Dörfern, Wasserfällen, Plantagen mit Hochlandtee (高山茶 gāoshān chá), der Alishan-Waldbahn und zahlreichen Wanderwegen und Kletterrouten.
Außer dem Hochlandtee gedeiht dort auch Wasabi.
Im Gebiet gibt es 25 Gipfel mit Höhen über 2000 m. Der höchste Gipfel ist der Da Ta Shan (大塔山) mit 2.663 m. Das Alishan-Gebirge liegt im Durchschnitt bei  2500 m.
Alishan ist bekannt für malerische Sonnenaufgänge, Sonnenuntergänge, Wolkenmeere (雲海 yunhai) im Übergang zwischen Alishan und Yushan, die Alishan-Waldbahn und einige heilige Bäume. Zusammen mit der Taroko-Schlucht und dem Sonne-Mond-See ist Alishan eine von Taiwans beliebtesten Touristenattraktionen.

## Klima
Das Alishan National Scenic Area erstreckt sich über große Höhenunterschiede in Lagen zwischen 1400 m und 2600 m. In den unteren Lagen, wie um das Dorf Leye, finden sich subtropische und tropische Zonen wie in anderen Gebieten des südlichen Taiwan, während das Klima in den höheren Lagen gemäßigte und alpine Zonen vorherrschen. Im Winter kommt es gelegentlich sogar zu Schneefällen. Die durchschnittliche Temperatur liegt bei insgesamt bei 10° Celsius verbunden mit starken Regenfällen.

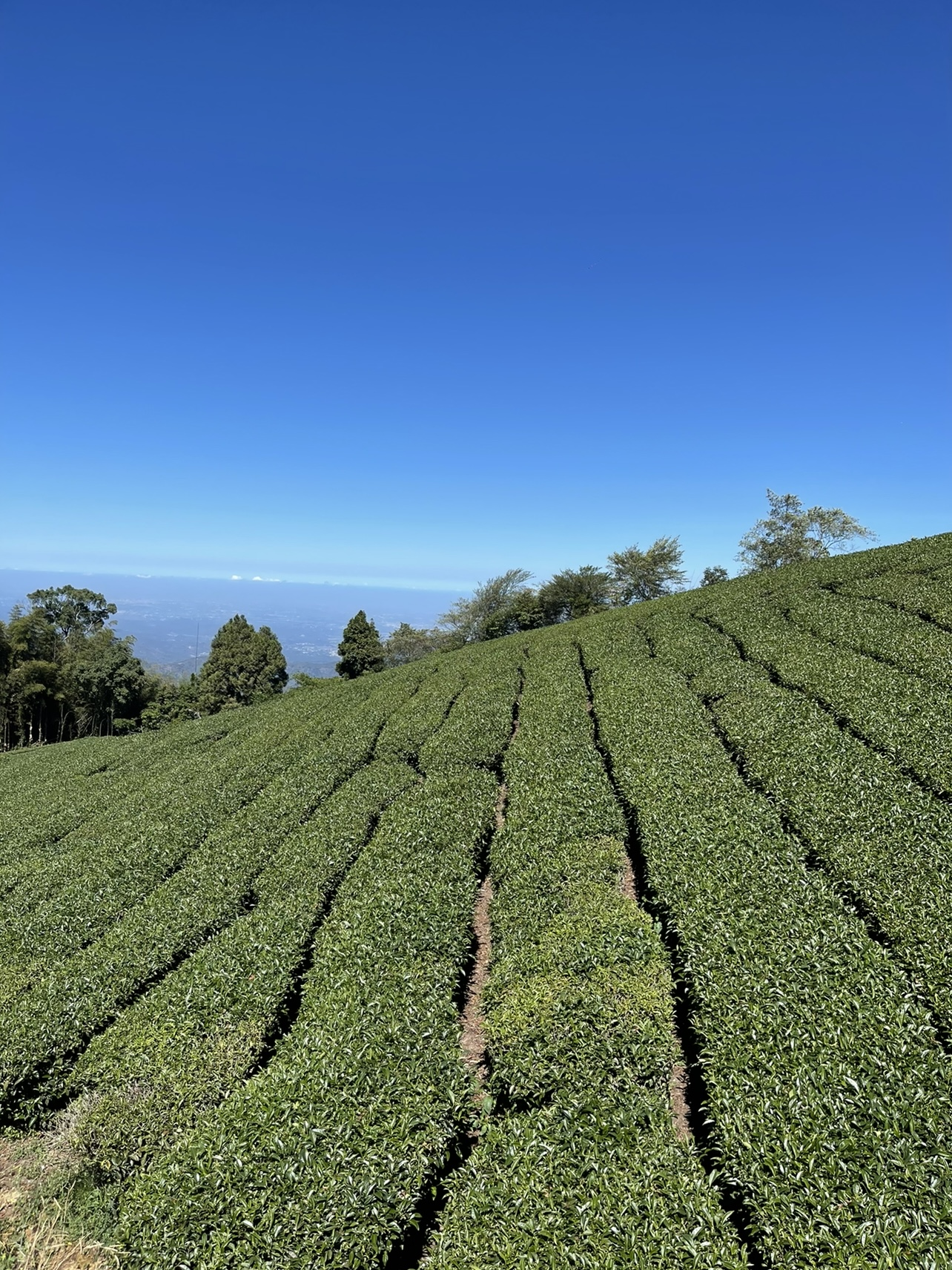
Teeplantage für High Mountain Tea.

In den einzelnen Lagen liegen die durchschnittstemperaturen bei:
- Untere Lagen: 24 °C (Sommer), 16 °C (Winter).
- Mittlere Lagen: 19 °C (Sommer), 12 °C (Winter).
- High elevations: 14 °C (Sommer), 5 °C (Winter).

## Fauna und Flora
Wichtige bestandsbildende Bäume sind Taiwanien (Taiwania cryptomerioides), verschiedene Arten der Zypressengewächse (Chamaecyparis formosensis, Chamaecyparis taiwanensis), Taiwan-Spießtanne (Cunninghamia konishii), Kiefernarten (Taiwan Red Pine Pinus taiwanensis), Taiwan-Fichte Picea morrisonicola, Chinesische Douglasie Pseudotsuga sinensis var. wilsoniana, Formosa-Tanne (Abies kawakamii), Taiwan-Hemlocktanne (Tsuga chinensis var. formosana) sowie Ulmus uyematsui, eine endemische Ulmenart.

### Heilige Bäume
1906 entdeckten Japaner einen Baum der Roten Taiwanzypresse mit einem Alter über 3000 Jahren, in der Nähe des Shenmu-Bahnhofs (Sacred Tree Station) der Alishan-Waldbahn. Die Japaner ehrten diesen Baum als shinboku (神木, Heiliger Baum). Der Baum ist 52 m hoch mit einem Stammdurchmesser von fast 5 m, damit ist er einer der größten Bäume im Alishan.
Durch Blitzschlag und Starkregen ging der Baum ein. Er wurde 1998 gefällt und für Touristen ausgestellt. 2006 starteten die Regierung des Chiayi County und die Alishan Scenic Area Administration eine Abstimmung um neue Heilige Bäume in dem Gebiet als Landmarken zu bestimmen. Der 45 Meter hohe, 2.300 Jahre alte Xianglin Giant Tree erhielt die meisten Stimmen und wurde als zweite Generation des Heiligen Baumes ausgerufen.
Die Giant Trees wurden später katalogisiert und ein Rundweg wurde geschaffen, auf welchem Besucher mehr als 38 jahrhundertealte Baumgiganten bewundern können.

### Sehenswürdigkeiten
Fenqihu (奮起湖) ist eine kleine Stadt mit niedrigen Holzgebäuden, die auf 1400 m Höhe in den Berghang gebaut wurden, in der Mitte der Alishan-Waldbahn. Es ist berühmt für seine natürlichen Felsformationen, Gebirgsbäche, Wälder und die Ruinen eines Shintō-Tempels in der Nähe sowie für die Produktion von Spezialitäten wie Bambussprossen und Aiyu-Gelee (愛玉). Die lokalen Lunchpakete (奮起湖便當, Fenqihu Biandang) sind in ganz Taiwan bekannt und werden an Ständen am Bahnhof und im Fenqihu Hotel in der Fenqihu Old Street verkauft. Der Taifun Morakot hat 2009 die Alishan Forest Railway schwer beschädigt, daher ist Fenqihu die Endstation.

## Geschichte

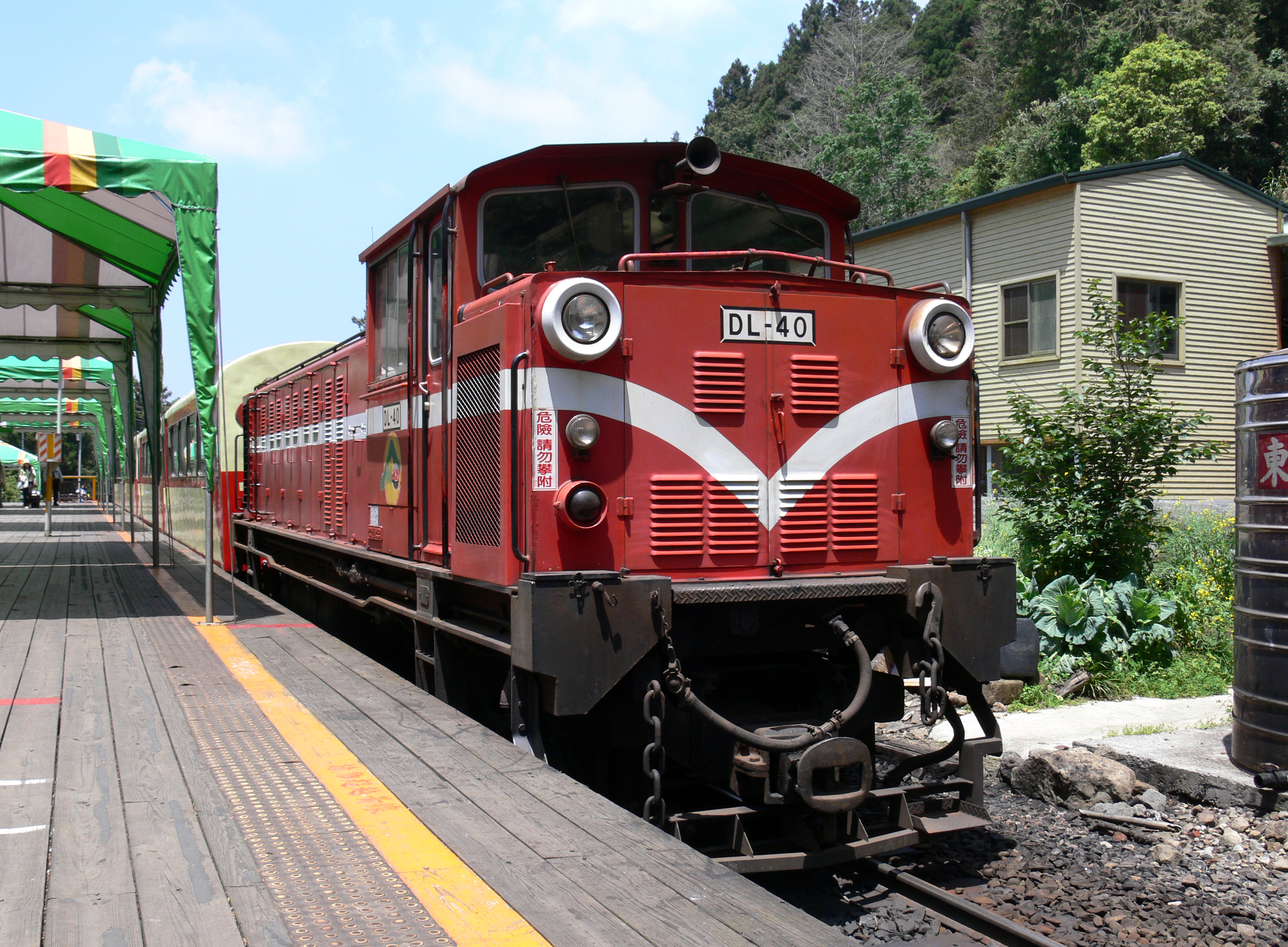
Zug japanischer Bauart der Alishan-Waldbahn

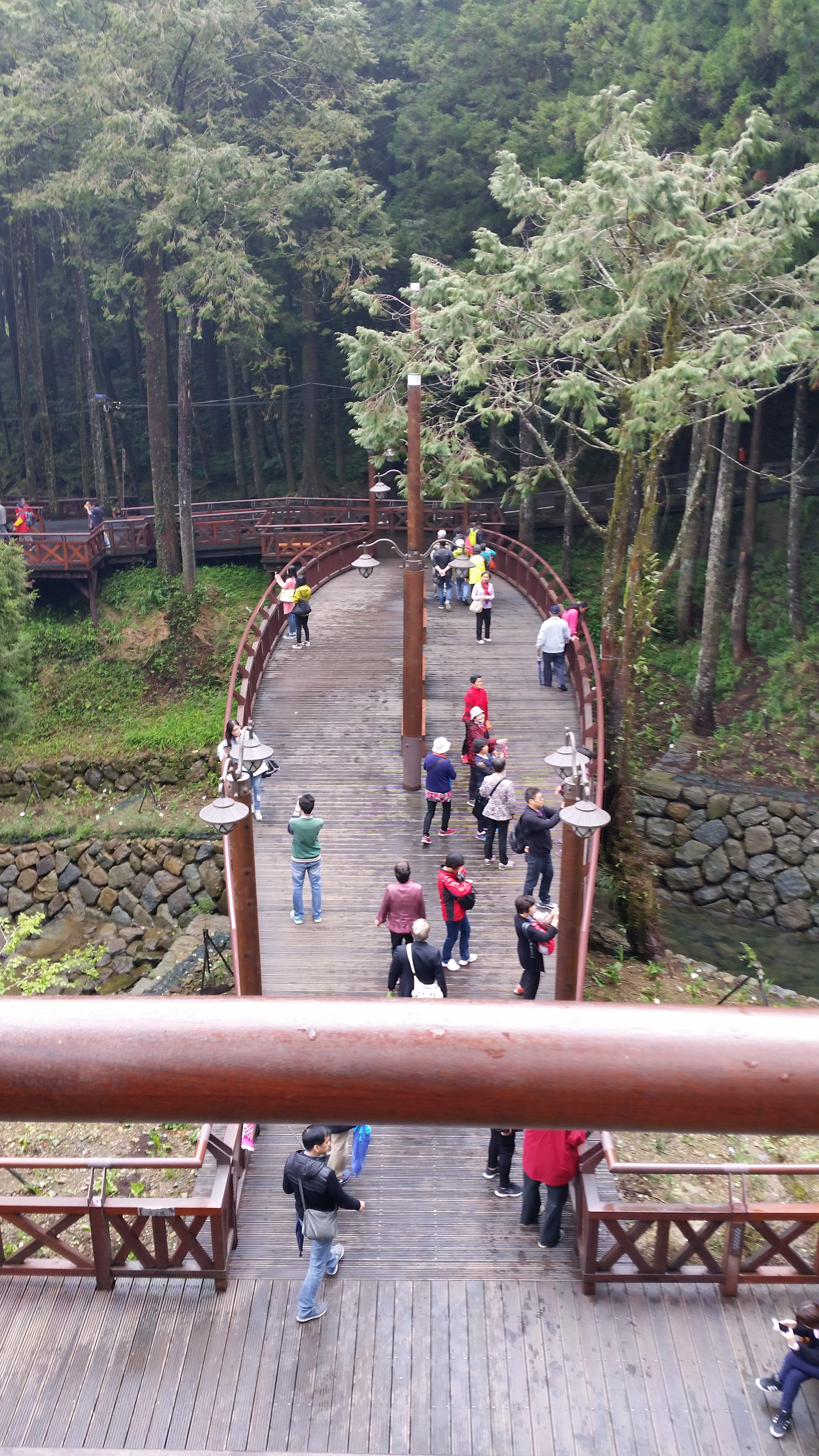
Plankenweg in der Alishan National Scenic Area

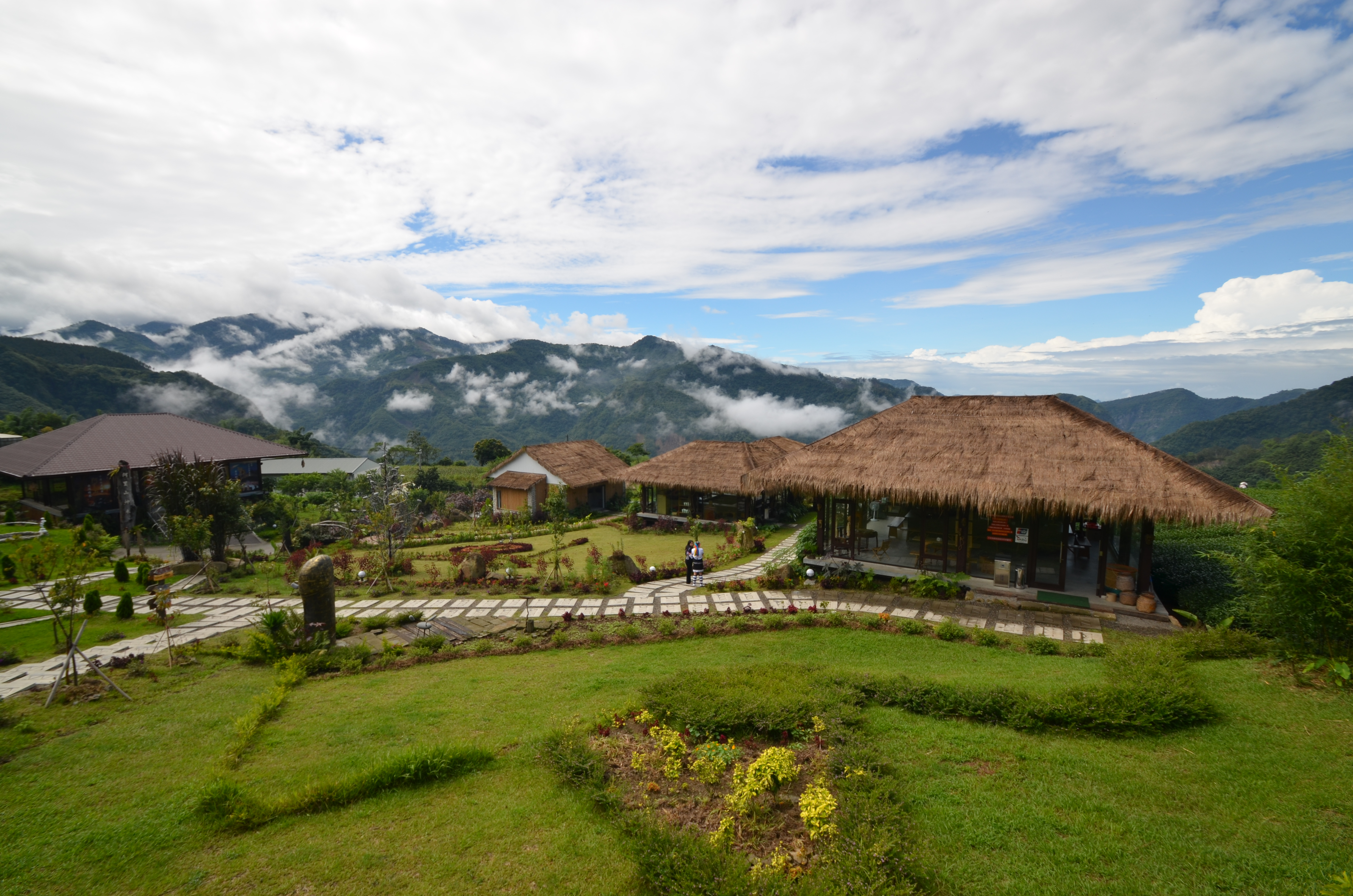
Tsou-Kulturpark

Das Gebiet des Alishan wurde ursprünglich durch das Volk der Tsou, eines der Indigenen Völker Taiwans, besiedelt; der Name stammt von dem indigenen Namen Jarissang. han-chinesische Siedler siedelten sich erst in der frühen Qing-Dynastie (ab Ende des 17. Jahrhunderts) in den Ebenen im Gebiet des heutigen Chiayi an, kamen aber erst im späten 18. Jahrhundert höher ins Gebirge, wo sie die Städte Ruili (瑞里), Ruifeng (瑞峰), Xiding (隙頂) und Fenqihu (奮起湖) gründeten. In dieser Zeit kam es zu bewaffneten Auseinandersetzungen zwischen den Han-Siedlern und den Ureinwohnern, die sich weiter in die Berge zurückzogen.
Nach der Abtretung Taiwans an Japan am Ende des Ersten Chinesisch-Japanischen Krieges fanden japanische Expeditionen in das Gebiet große Mengen an Zypressen (japanisch 檜木, Hinoki). Dies führte zur Entwicklung der Holzindustrie in der Region und zum Export von lokalem Zypressen- und Taiwania-Holz. In dieser Zeit wurde in der Gegend eine Reihe von Schmalspurbahnen gebaut, um den Holztransport von den Bergen in die darunter liegende Ebene zu erleichtern. Ein Teil davon wird immer noch als Alishan-Waldbahn (阿里山森林鐵路 Alishan senlin tielu, Alishan Forest Railway) betrieben. Entlang der Eisenbahnlinien entstanden auch mehrere neue Dörfer. Zu dieser Zeit begannen auch die ersten Touristen, die Gegend zu besuchen. Es wurden sogar Pläne ausgearbeitet, das Gebiet in den neuen Niitaka Arisan-Nationalpark (新高阿里山国立公園) einzugliedern.
Mit der Erschöpfung der Waldressourcen in den 1970er Jahren löste der inländische und internationale Tourismus den Holzeinschlag ab und wurde zur wichtigsten Wirtschaftszweig in der Region. Mit der Fertigstellung der Alishan-Autobahn in den 1980er Jahren wuchs die Tourismusbranche weiter und verdrängte die Eisenbahn als Haupttransportmittel. Um den Problemen entgegenzuwirken, die mit den wachsenden Touristenströmen und den wachsenden Hochgebirgstee- und Wasabi-Plantagen einhergehen, wurde das Gebiet im Jahr 2001 zum nationalen Naturschutzgebiet erklärt. Das Gebiet umfasst das Alishan Forest Recreation Area und die Han-chinesischen Dörfer Ruili (瑞里), Fengshan (豐山) und Taihe (太和) sowie die Dörfer der Tsou Dabang (達邦), Shanmei (山美) und Chashan (茶山), und das Verwaltungsgebiet umfasst vier Townships, darunter Meishan, Zhuqi, Fanlu und Alishan.
Am 1. Dezember 2014 brach in Alishan ein Feuer aus, das sich über mehr als 5 ha Land ausbreitete. Das betroffene Gebiet befand sich in der Nähe der Tapang-Brücke Nr. 3. Es wurde angenommen, dass das Feuer auf trockenem Boden entstand, der feuergefährdet war, weil es in der Gegend monatelang nicht geregnet hatte.

## Tourismus
Im Oktober 2014 wies die Forstverwaltung von Chiayi darauf hin, dass die Einrichtungen des Parks verbessert wurden, um eine ästhetische Waldatmosphäre zu schaffen, und dass der Alishan Highway in gutem Zustand ist, was wiederum die Qualität der Erholung verbessert hat und mehr als 2,08 Millionen Besucher in den Alishan lockte.
Um den Besuchern ein komfortableres Freizeiterlebnis zu bieten, hat die Forstverwaltung von Chiayi Maßnahmen getroffen wie die Trennung von Fußgänger- und Fahrzeugstraßen, die Verbesserung der Einrichtungen im Besucherservicezentrum und die Gestaltung der Landschaft rund um den heiligen Alishan-Baum. Dies wirkte sich positiv aus, sodass 2014 eine Rekordzahl an Touristen kam.
Seit August 2019 hat Taiwan den freien Zustrom chinesischer Besucher eingeschränkt und daraufhin die Zahl der Reisegruppen erhöht, was sich auf die gesamte Tourismusbranche in Taiwan ausgewirkt hat. Die Zahl der Besucher ging um 49,8 % zurück, und auch die Zahl der chinesischen Besucher ging von 1,76 Mio. im Jahr 2014 auf 420.000 zurück, was einem starken Rückgang von 76 % entspricht. In den Jahren 2017 bis 2019 gab es 1.093.896, 952.418 und 900.1441 inländische Besucher, 594.158, 428.884 und 419.712 chinesische Touristen sowie 60.292, 63.744 und 65.481 ausländische Besucher. Die Zahl der ausländischen Besucher ist um 8,6 % gestiegen.
Das Chiayi Forestry Administration Office gab an, dass die Zahl der Touristen 2020 durch die Covid-19-Pandemie  stark beeinträchtigt wurde. Es gab nur 99.7052 Touristen, den niedrigsten Stand seit 10 Jahren, verglichen mit der höchsten Zahl an Touristen 2014. Aufgrund des Ausbruchs von Covid-19 im Mai 2021 hat das Alishan National Scenic Area seine Schließung aufgrund der Covid-Beschränkung angekündigt.
|      | Januar  | Februar | März    | April   | Mai     | Juni    | Juli    | August  | September | Oktober | November | Dezember  | Gesamt    |
| ---- | ------- | ------- | ------- | ------- | ------- | ------- | ------- | ------- | --------- | ------- | -------- | --------- | --------- |
| 2011 | 78.543  | 124.644 | 191.304 | 224.808 | 83.187  | 71.773  | 78.022  | 83.471  | 70.801    | 122.705 | 149.394  | 1.424.986 | 1.424.986 |
| 2012 | 134.498 | 158.728 | 371.005 | 254.842 | 183.801 | 87.996  | 180.708 | 44.373  | 111.837   | 173.934 | 191.068  | 188.021   | 2.080.811 |
| 2013 | 150.852 | 186.552 | 298.672 | 230.723 | 140.853 | 138.049 | 146.244 | 145.546 | 134.402   | 143.538 | 172.775  | 175.360   | 2.063.566 |
| 2014 | 170.203 | 226.561 | 388.798 | 290.910 | 202.715 | 205.603 | 212.549 | 199.884 | 176.049   | 225.527 | 232.939  | 229.741   | 2.761.479 |
| 2015 | 227.846 | 255.509 | 301.224 | 262.628 | 215.738 | 195.536 | 219.009 | 183.322 | 166.287   | 231.109 | 237.990  | 217.153   | 2.713.351 |
| 2016 | 204.430 | 238.182 | 329.911 | 275.817 | 200.809 | 157.977 | 184.713 | 153.521 | 82.872    | 123.163 | 137.756  | 153.521   | 2.242.672 |
| 2017 | 149.995 | 158.169 | 246.902 | 179.011 | 117.732 | 73.982  | 126.419 | 148.866 | 99.700    | 141.936 | 140.424  | 146.276   | 1.748.346 |
| 2018 | 104.508 | 126.051 | 221.875 | 178.918 | 102.682 | 87.411  | 105.540 | 103.696 | 75.589    | 108.472 | 103.912  | 126.392   | 1.445.046 |
| 2019 | 99.088  | 135.638 | 247.897 | 164.068 | 84.378  | 100.460 | 122.968 | 87.437  | 66.650    | 91.963  | 93.447   | 91.778    | 1.386.634 |
| 2020 | 76.019  | 88.589  | 123.528 | 36.318  | 28.431  | 63.881  | 107.941 | 119.246 | 78.911    | 105.144 | 82.706   | 87.492    | 868.852   |